# Zagłębienie odbytniczo-maciczne

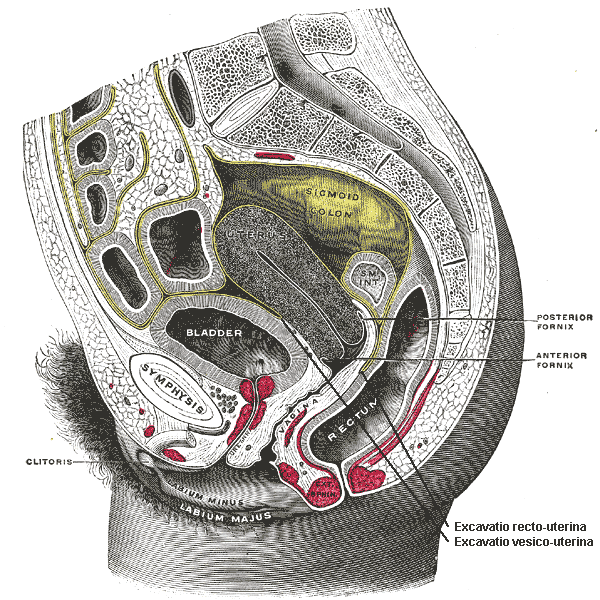
Przekrój strzałkowy przez miednicę kobiety, zagłębienie odbytniczo-maciczne podpisane Excavatio recto-uterina.

Zagłębienie odbytniczo-maciczne, zatoka Douglasa, jama Douglasa (łac. excavatio rectouterina, cavum Douglasi) – w anatomii człowieka występujący u kobiet najniżej położony zachyłek otrzewnej, znajdujący się między tylną ścianą macicy a przednią ścianą odbytnicy. U mężczyzn przestrzeni tej odpowiada zagłębienie odbytniczo-pęcherzowe.
Nazwa eponimiczna upamiętnia szkockiego anatoma Jamesa Douglasa.